# Iguanodon
Az Iguanodon (nevének jelentése: 'leguán fogú') az ornithopodák alrendágába tartozó dinoszaurusznem, amely nagyjából az első gyors mozgású, két lábon járó hypsilophodontidák és a kacsacsőrű dinoszauruszok elterjedése (az ornithopodák aranykora) közti időszakban élt. Számos faját azonosították, melyek a késő jura kor kimmeridge-i korszakától a késő kréta kor cenomani korszakáig éltek Laurázsia (a mai Ázsia, Európa és Észak-Amerika) területén. A 2000-es évek első évtizedében azonban megállapították, hogy mindössze egyetlen megfelelően igazolt faja van: az I. bernissartensis, ami a kora kréta kor barremi és kora apti korszakában élt Európában, mintegy 130–120 millió évvel ezelőtt. Az Iguanodon egy nagyméretű, testes növényevő volt, melynek jellegzetessége a nagy, hegyes hüvelykujj-tüske, amit feltehetően a ragadozók elleni védekezésre és az élelem összegyűjtésére használt.
Az Iguanodont az angol geológus, Gideon Mantell fedezte fel 1822-ben, három évvel később pedig leírást készített róla. A Megalosaurus után ez volt a második, hivatalosan elnevezett dinoszaurusz. A Megalosaurusszal és a Hylaeosaurusszal együtt ezt a nemet használták fel harmadikként, amikor a Dinosauria öregrendet definiálták. Az Iguanodon a kacsacsőrű hadrosauridákkal együtt az Iguanodontia csoportba tartozik. A nem taxonómiája kutatások tárgyát képezi, és az új fajok megjelenésével vagy a régiek más nembe való áthelyeződésével változhat.
Az Iguanodon tudományos megértése a fosszíliákból kinyert új információk révén fejlődött az idők során. Két jól ismert lelőhelyről számos maradványa került elő, melyek között majdnem teljes csontvázak is találhatók, amik lehetővé tették a kutatók számára, hogy elméleteket állítsanak fel az egykor élt állatok táplálkozásáról, mozgásáról és társas viselkedéséről. Ez az egyik legkorábbi nem, amiről nagy mennyiségű információ áll rendelkezésre, miáltal kis, de mégis jelentős helyet kapott a nyilvános érdeklődés szempontjából fontos dinoszauruszok között. Művészi reprezentációja jelentős változásokon ment keresztül, mialatt a maradványait illetően új értelmezések láttak napvilágot.

## Anatómia

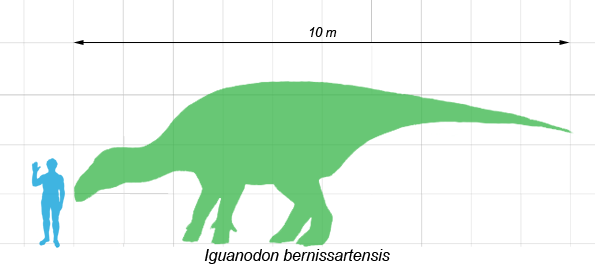
Az I. bernissartensis és az ember méretének összehasonlítása

Az Iguanodon egy testes növényevő volt, ami a ma élő medvefélékhez hasonlóan négy és két lábon egyaránt tudott mozogni. Legismertebb faja, az I. bernissartensis, melynek felnőtt példányai nagyjából 10 méter hosszúak voltak, de egyes esetekben elérhették a 13 métert is, míg az átlagos tömegüket 3,08 tonnára becsülik. Ez a nem nagyméretű, magas és keskeny koponyával rendelkezett, melyhez egy fogatlan és feltehetően keratinnal (szaruval) borított csőr tartozott, fogai pedig a leguánokéhoz hasonlóak, de azoknál nagyobb méretűek voltak, és egymáshoz közelebb helyezkedtek el.
A mellső lábuk hosszú (az I. bernissartensis esetében a hátsó láb 75%-át is eléri) és erőteljes, a tenyerük meglehetősen rugalmatlan, így a testsúlyt a három középső ujjnak kellett megtartania. A hüvelykujjak kúpos tüskék voltak, melyek elálltak a három középsőtől. A korai rekonstrukciókon a tüskéket még az állat orrára helyezték, az újabb leletek azonban feltárták a tüskék igazi helyét, bár a pontos céljuk vitatott maradt. Elképzelhető, hogy védekezésre vagy a táplálék összegyűjtésére használták őket. A kisujj meghosszabbodott és finoman mozgatható volt, tárgyak manipulálására is alkalmas lehetett. A hátsó lábak erőteljesek voltak, de nem futáshoz, hanem járáshoz alkalmazkodtak, a végükön három lábujj helyezkedett el. A hátgerincet és a farkat elcsontosodott ínszalagok tartották és merevítették, melyek az állat életkorának növekedésével egyre merevebbé váltak (ezek a rúd alakú csontok gyakran hiányzanak az összeállított csontvázakról és a rajzokról). A testfelépítésük összességében nem tért el a későbbi rokonaikétól, a hadrosauridákétól.

## Osztályozás és eredet

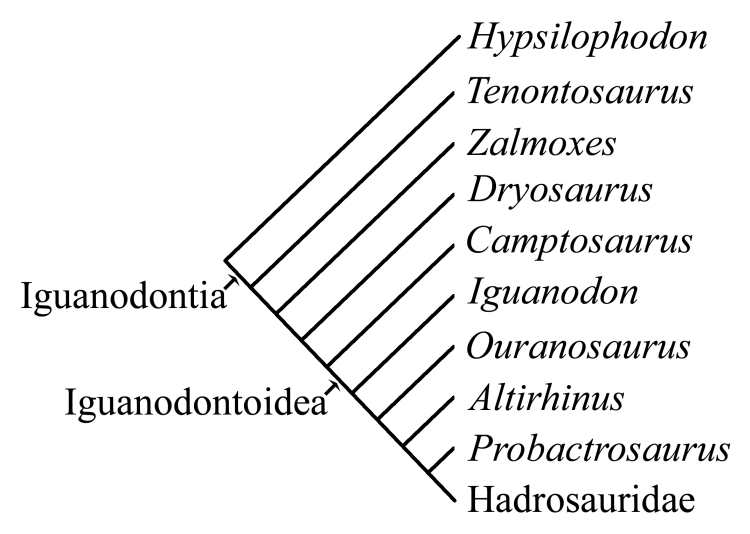
Az Iguanodontia egyszerűsített kladogramja, Norman (2004-es) munkája alapján

Az Iguanodon után nevezték el az ornithopodák népes csoportját, a linnéi rendszertan szerint besorolatlan Iguanodontia kládot, melybe sok középső jura és késő kréta kori fajt soroltak be. Az Iguanodon mellett a klád legismertebb tagjai közé tartozik a Dryosaurus, a Camptosaurus és az Ouranosaurus, valamint a kacsacsőrű hadrosauridák. A régebbi forrásokban az Iguanodontidae még különálló családként szerepel, a későbbiekben azonban olyan szemétkosár-taxonná vált, amely csak egyes ornithopodákat tartalmaz, de nem találhatók meg benne sem a hypsilophodontidák, sem a hadrosauridák. A gyakorlatban rendszerint olyan állatokat soroltak be ide, mint a Callovosaurus, a Camptosaurus, a Craspedodon, a Kangnasaurus, a Mochlodon, a Muttaburrasaurus, az Ouranosaurus és a Probactrosaurus. A kladisztikai elemzés megjelenésekor a hagyományos értelmezés szerinti Iguanodontidae parafiletikus csoportnak látszott, így ezeket az állatokat a hadrosauridákhoz viszonyítva a kladogram más pontjaira helyezték át, ahelyett, hogy különálló kládként kezelték volna. A modern definíció szerint az Iguanodontidae már csak az Iguanodont tartalmazza. Az Iguanodontoidea besorolatlan kládként továbbra is használatban van a szakirodalomban, azonban jelenleg számos tradicionális Iguanodontoideát a Hadrosauroidea öregcsaládba sorolnak be. Az Iguanodon a Camptosaurus és az Ouranosaurus között található a kladogramokon, és feltehetően egy Camptosaurusszerű állat leszármazottja. Jack Horner szerint, főként a koponyajellemzőik (szünapomorfiáik) alapján a hadrosauridák két egymástól távoli rokonságban álló csoportot alkotnak; az egyikbe a lapos fejű hadrosaurinák tartoznak (köztük az Iguanodonnal), a másikba pedig a fejdíszes lambeosaurinák, a javaslatát azonban elutasították.

## Felfedezés és történet

### Gideon Mantell, Sir Richard Owen és a dinoszauruszok felfedezése

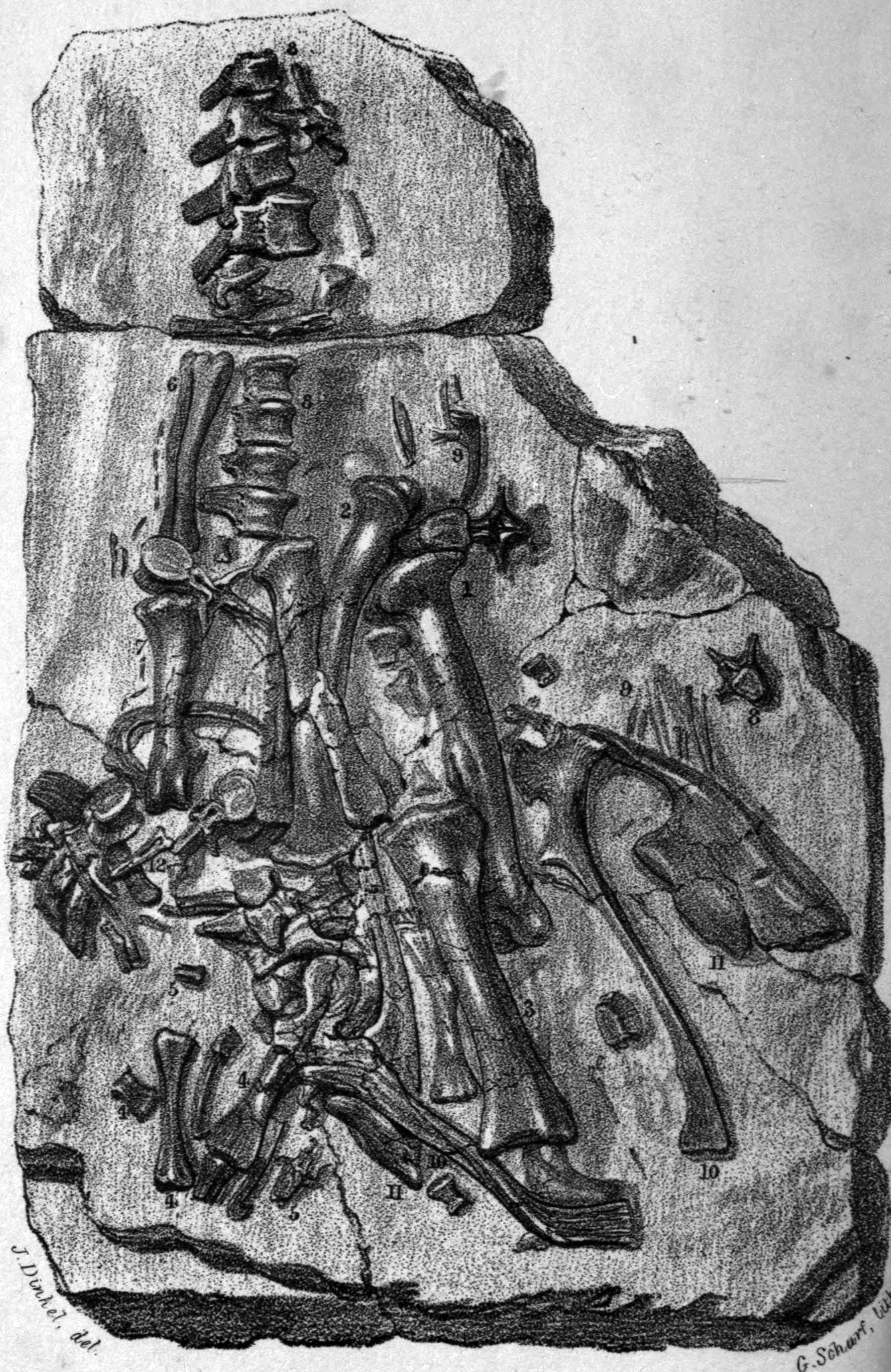
A Maidstone-ban 1834-ben talált maradványok

Az Iguanodon felfedezéséhez régóta kötődik egy népszerű legenda. A történet szerint Gideon Mantell felesége, Mary Ann fedezte fel az első Iguanodon fogakat a Whiteman's Green Tilgate erdejének kőzetrétegeiben, az angliai Sussex megyéhez tartozó Cuckfieldben, 1822-ben, mikor a férje egy páciensénél járt látogatóban, bár nincs bizonyíték arra, hogy Mantell valaha is magával vitte volna a feleségét, amikor a pácienseihez ment. Ráadásul Mantell 1851-ben azt állította, hogy ő maga talált rá a fogakra. Ennek ellenére nem mindenki tartja kitalációnak a történetet. Mantell jegyzetfüzetéből kiderül, hogy 1820-ban kapta a Whiteman's Greenben levő lelőhelyről az első nagy fosszilis csontokat. Mivel néhány theropoda fog is előkerült, először úgy gondolta, hogy ezek a csontok egy óriás krokodilhoz tartoztak, és megpróbálta egy részleges csontvázzá összeilleszteni a maradványokat. 1821-ben jegyezte fel a növényevőhöz tartozó fogak felfedezését, és ekkor merült fel benne az a lehetőség, hogy a kőzetréteg egy nagy növényevő hüllő maradványait őrizte meg. 1822-ben megjelent Fossils of the South Downs (A South Downs fosszíliái) című publikációjában azonban még nem merte felvetni a fogak és az igen hiányos csontváz közötti kapcsolat lehetőségét, illetve azt a feltételezést, hogy a leletei két élőlényhez, egy húsevőhöz („egy Gyík törzsbe tartozó hatalmas méretű állathoz”) és egy növényevőhöz tartoztak. 1822 májusában mutatta be először a növényevő fogakat a Royal Society of London előtt, de a társaság tagjai, köztük William Buckland úgy vélték, hogy azok egy hal fogai vagy egy harmadidőszakban élt orrszarvú metszőfogai lehetnek. 1823. június 23-án Charles Lyell egy párizsi estélyen megmutatott néhányat Georges Cuviernek, de a híres francia természettudós kijelentette, hogy egy orrszarvúhoz tartoznak. Bár másnap Cuvier visszavonta az állítását, Lyell csak az első véleményt közölte Mantellel, aki az eset miatt elbizonytalanodott. 1824-ben Buckland leírást készített a Megalosaurusról, és ebből az alkalomból meghívást kapott Mantell gyűjteményének megtekintésére. Március 6-án megvizsgálta a csontokat és megállapította, hogy azok egy óriás sauriához tartoztak – bár tagadta, hogy az állat növényevő lehetett. A felbátorodott Mantell ismét elküldte a fogakat Cuviernek, aki 1824. június 24-én küldött válaszában kijelentette hogy azok egy hüllőhöz, és nagy valószínűséggel egy óriás növényevőhöz tartoztak. Cuvier Recherches sur les ossemens fossiles című műve az évi kiadásában elismerte korábbi hibáját, így a tudományos körök azonnal elfogadták Mantellt és új sauriáját. Mantell a jelenkori és a kihalt hüllők közti párhuzam alapján megpróbált további bizonyítékot szerezni az elméletére vonatkozóan. 1824 szeptemberében ellátogatott a Királyi Sebészeti Főiskolára (Royal College of Surgeons), de első alkalommal nem sikerült megfelelő fogat találnia. Azonban az intézmény segédkurátora, Samuel Stutchbury, felismerte, hogy a fosszíliák az általa akkoriban preparált leguánfogakra emlékeztetnek, jóllehet a méretük vagy hússzor nagyobb. 1825. február 10-én Mantell, aki mindaddig nem készített leírást a leletről, egy cikket írt a maradványokról a Royal Society számára. Az izometrikus arányosítás alapján úgy becsülte, hogy a lény a 18 méteres hosszúságot is elérhette, azaz nagyobb volt a 12 méter hosszú Megalosaurusnál.

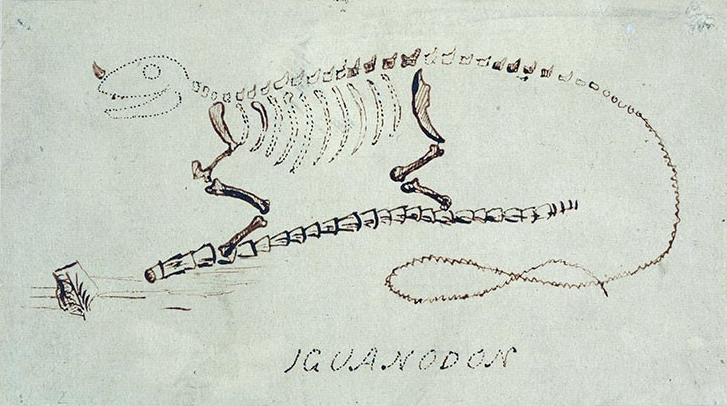
Mantell maidstone-i maradványok alapján készített tülkös orrú Iguanodon rekonstrukciója

A lelet és a leguán fogai közti hasonlóságot felismerve úgy döntött, hogy az új nemet Iguana-saurusnak ('iguana gyíknak') fogja nevezni, de barátja, William Daniel Conybeare hatására (aki egy, az iguanához kevésbé illő nevet, az Iguanoidest vagy az Iguanodont javasolta) az Iguanodon azaz 'iguanafog' nevet választotta, amely az iguana és az ógörög odon, odontos 'fog' szavak összetételével keletkezett. A binomiális nevezéktan szerinti fajnévről azonban megfeledkezett, így azt 1829-ben Friedrich Holl alkotta meg; a teljes név az I. anglicum lett, ami a későbbiekben I. anglicusra változott.
1834-ben, a kenti Maidstone-ban levő egyik lelőhelyen, egy jobb állapotú példányra találtak, melyet Mantell hamarosan megszerzett, és a jellegzetes fogai alapján Iguanodonként azonosított. A maidstone-i kőtábla lehetővé tette az első csontváz-rekonstrukció és művészi illusztráció elkészítését, melyek azonban hibákat tartalmaztak. A legismertebb hiba abból adódott, hogy Mantell az egyik hegyes csontot tülöknek vélte, és az állat orrán helyezte el. A későbbi években a jobb állapotú példányok felfedezésével azonban kiderült, hogy a tülök valójában egy módosult hüvelykujj. A sziklába ágyazódott maidstone-i csontvázat a londoni Természetrajzi Múzeumban (Natural History Museum) állították ki. Maidstone városa pedig a felfedezésre emlékezve, 1949-ben, a címerében egy pajzsot tartó Iguanodont helyezett el. A példány 1832-ben I. mantelli néven került besorolásra, mikor Christian Erich Hermann von Meyer lecserélte az I. anglicus nevet, bár a csontváz más sziklaformációból került elő, mint az eredeti I. mantelli / I. anglicus lelet.

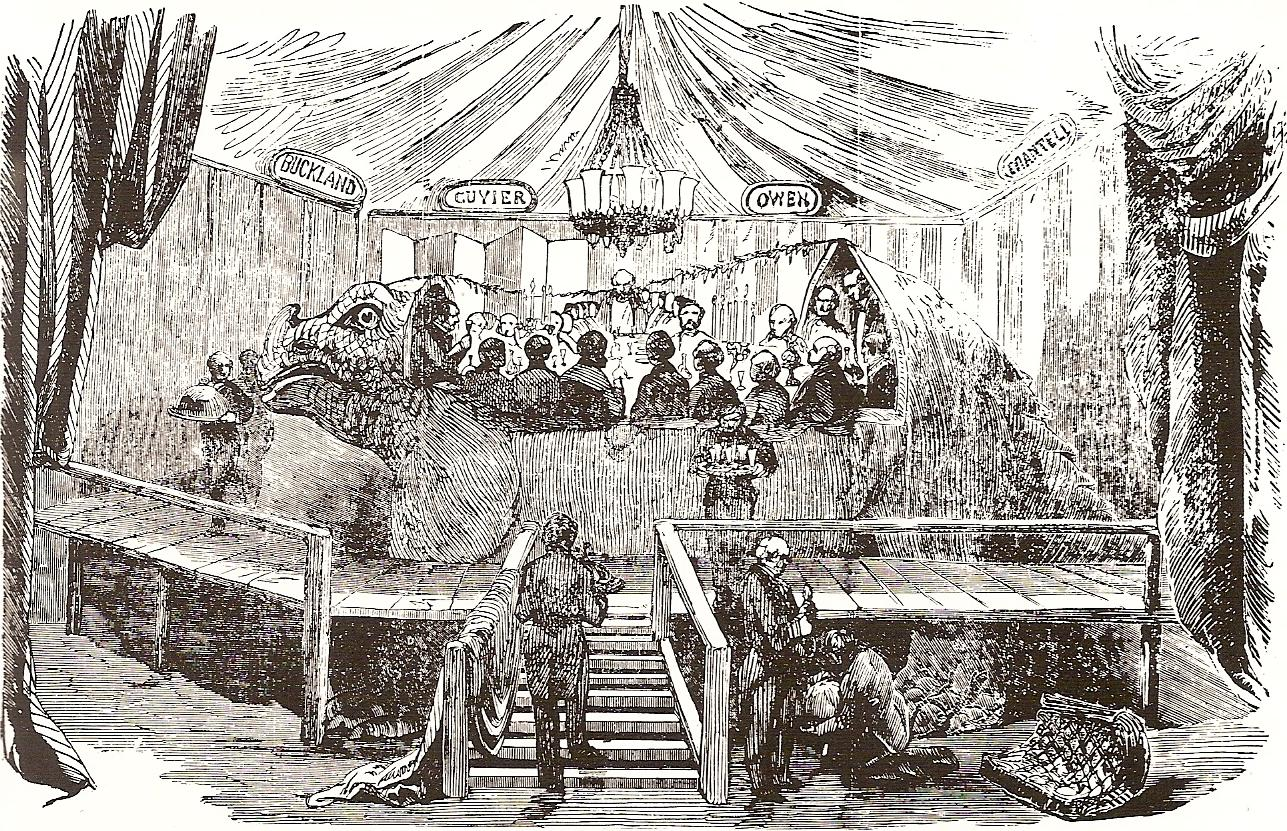
A híres (zsúfolt) bankett a Crystal Palace-ben levő Waterhouse Hawkins-féle Iguanodonban

Ekkortájt feszültség kezdett kialakulni Mantell és az ambiciózus tudós, Richard Owen között, akinek jobb pénzügyi forrásai és kapcsolatai voltak a zűrzavaros Reform Act-korszak brit politikai és tudományos köreiben. Owen eltökélt kreacionista volt, és az evolúciós elmélet korai változatát (a transzmutacionizmust) támogatókkal szembeni vitáiban hamarosan a saját fegyvereként kezdte felhasználni a dinoszauruszokat. A dinosauria leírásában 61 méter alá csökkentette a dinoszauruszok méretét, és azt állította, hogy fejlettek és emlősszerűek voltak, amilyennek Isten megteremtette őket; a kornak megfelelő értelmezés szerint, és nem a hüllőkből „transzmutálódtak” emlősszerű lényekké.
1849-ben, néhány évvel az 1852-ben bekövetkezett halála előtt Mantell rájött arra, hogy az Iguanodon Owen állításával ellentétben nem egy nehézkes, pachydermataszerű állat volt, mellső lábai ugyanis vékonyabbak voltak, de már nem maradt ideje arra, hogy részt vegyen a Crystal Palace dinoszaurusz szobrainak megalkotásában, így a nagyközönség Owen dinoszauruszokról alkotott elképzelését láthatta évtizedeken át. Owen és Waterhouse Hawkins közel két tucat különböző ősállat életnagyságú szobrát készítette el betonból, melyet acél és tégla alapú vázakra öntöttek rá; a köztük levő két Iguanodon közül az egyiket álló, a másikat hason fekvő pozícióban helyezték el. Mielőtt az álló Iguanodon szobra elkészült, Owen egy húszfős bankettet tartott a belsejében.

### Bernissart

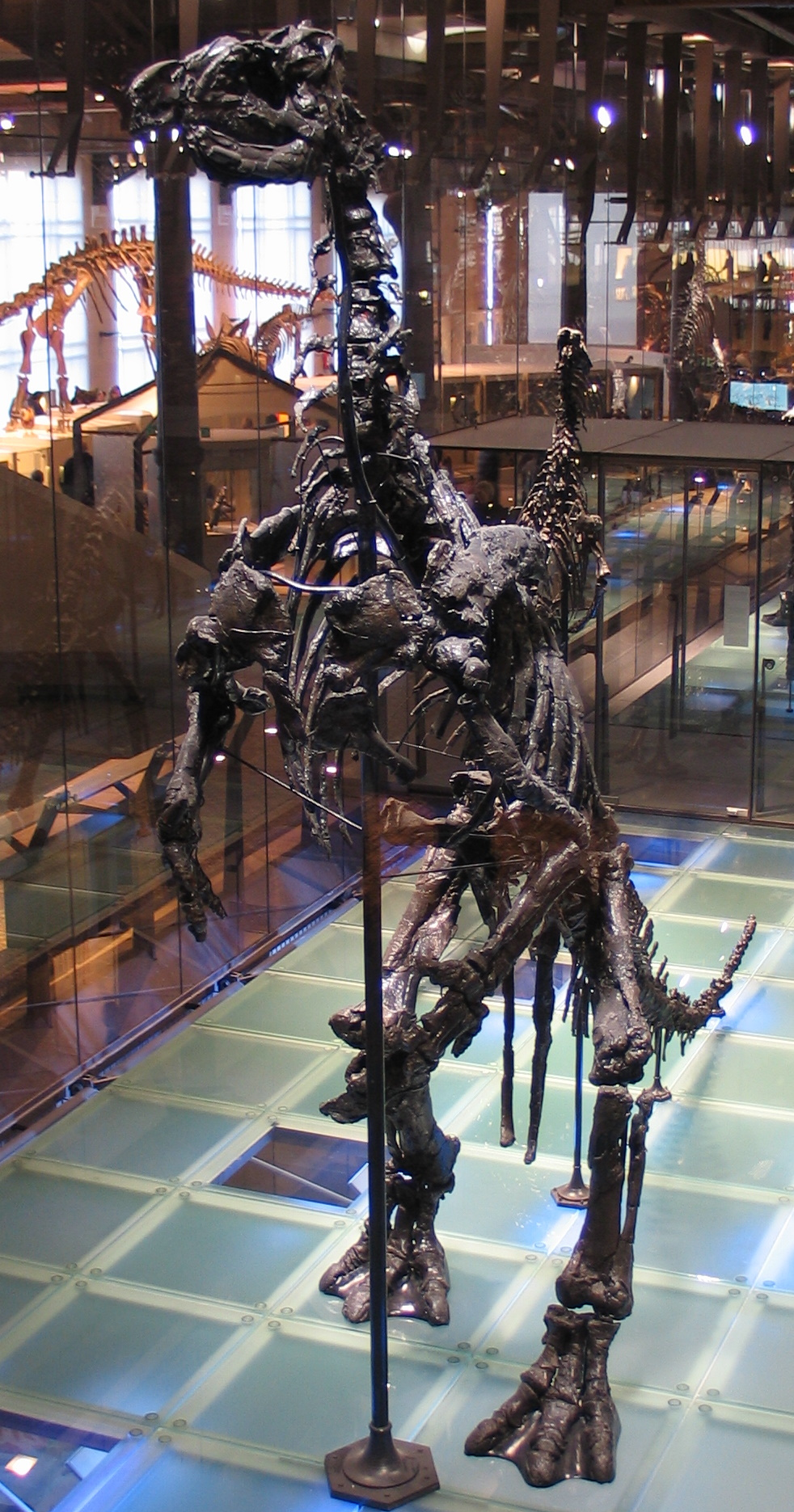
A Brüsszelben kiállított csontvázak egyike

A legtöbb Iguanodon maradványt 1878-ban fedezték fel egy szénbányában, a belgiumi Bernissartban, 322 méteres mélységben. Alphonse Briart bátorítására a közeli Morlanwelz bányafelügyelője Louis Dollo, Louis de Pauw társaságában átnézte és rekonstruálta a kiásott csontvázakat. Legalább 38 Iguanodon példány került felszínre, melyek többsége felnőtt volt. 1882 óta sokuk nyilvánosan megtekinthetővé vált; kilencet összeállítottak, 19-et pedig még múzeumi pincében tárolnak. A kiállítás a brüsszeli Természettudományok Belga Királyi Intézetének (Institut Royal des Sciences naturelles de Belgique) látványos részét képezi. A gyűjtemény másolatai az Oxfordi Egyetem Természetrajzi Múzeumában (Oxford University Museum of Natural History) és a cambridge-i Sedgwick Museumban tekinthetők meg. A maradványok többségét egy új fajba, az I. bernissartensisbe sorolták be, mivel az angliai leleteknél nagyobb és robusztusabb állatok voltak, egyikük azonban az I. mantelli nevet kapta (jelenleg Dollodon bampingi néven ismert). E fosszíliák némelyike az első teljes dinoszaurusz csontvázak közé tartozik. Mellettük növények, halak és más hüllők, például a Bernissartia krokodilforma maradványaira is rábukkantak.
Ekkoriban a fosszíliakonzerválás tudománya még gyermekcipőben járt, és a rossz felszereltség miatt hamarosan ismertté vált a „pirit-betegség”, amely következtében a megkövült csontokban levő pirit vas-szulfáttá alakul, ami törékennyé és porhanyóssá téve károsítja a maradványokat. Mikor a földben vannak, a csontok ki vannak téve a nedvességnek, ami megelőzi ezt a folyamatot, ám a száraz levegőre kerülve megkezdődik bennük a természetes vegyi átalakulás. Az igazi ok ismeretének hiányában a jelenséget fertőzésnek vélték, és a brüsszeli múzeum munkatársai megpróbálták megelőzni a problémát, alkohol, arzén és sellak alkalmazásával. Ezt a kombinációt arra szánták, hogy egyszerre átitassa (az alkohollal), megszabadítsa a biológiai szervezetektől (az arzénnal), és megkeményítse (a sellakkal) a fosszíliákat. A módszer véletlenül bezárta a nedvességet és meghosszabbította a rongálódási folyamat időtartamát. A modern megelőzési módszerek ehelyett figyelik a fosszília tárolóhelyeken levő páratartalmat, vagy a friss leletek esetében egy speciális polietilén-glikol bevonatot hoznak létre, melyet vákuumpumpa segítségével beégetnek, így azonnal eltávolítják a nedvességet, emellett pedig a polietilén-glikollal betömik a pórusokat és megerősítik a fosszíliát.

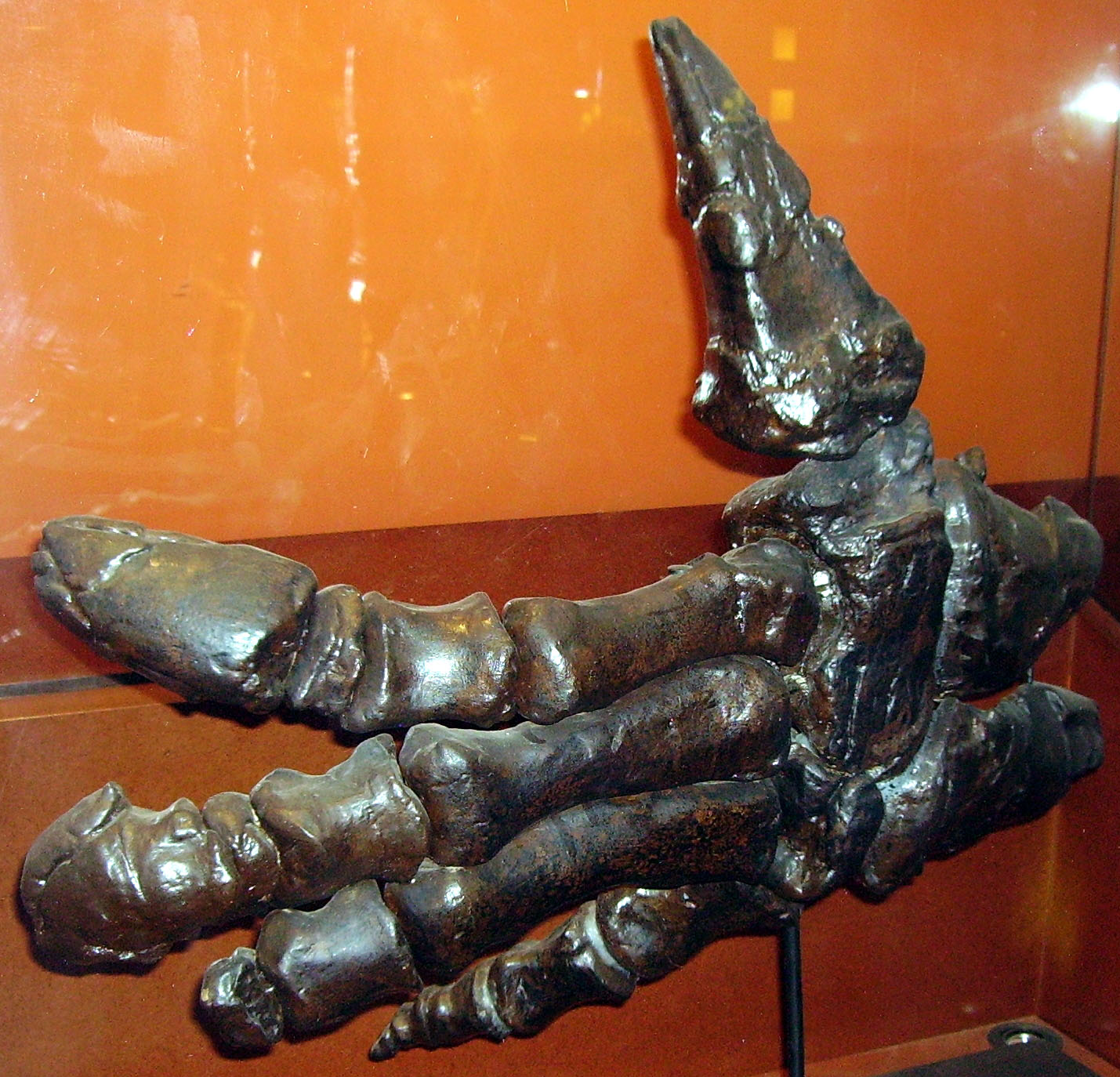
Az Iguanodon kézfeje a londoni Természetrajzi Múzeumban (Natural History Museum)

Dollo példányai lehetővé tették annak bizonyítását, hogy Owen prehisztorikus pachydermatái nem illenek az Iguanodonhoz. A csontvázak összeállítása során az emut és a wallabyt vették alapul, emellett pedig az orrtüskét a hüvelykujjra helyezték. Az eredmény nem lett tökéletes, és gyengébben sikerült, mint némelyik az első teljes dinoszaurusz maradványok közül. A probléma, amit később felismertek, a farok bevezető görbülete volt. Ez a testrész többé-kevésbé egyenes volt, ahogyan az a kiásott csontvázakon is látható, de az elcsontosodott inak jelenlétéből is erre lehet következtetni. Valójában a farok eltörne, ha olyan mértékben meghajlítanák, hogy a wallabyra vagy kengurura jellemző formát elérje. Amennyiben a farok megfelelő helyzetben áll, az egyenes hát és farok lehetővé teszi az állat számára, hogy a törzsét a talajjal párhuzamosan tartsa, a mellső lábai pedig szükség esetén segíthetik a teste megtartásában.
A bernissarti ásatások 1881-ben befejeződtek, de nem a fosszíliák hiánya, hanem a bányában végzendő fúrási műveletek miatt. Az első világháború alatt a területet megszállták a németek, akik azt tervezték, hogy újra megnyitják a bányát az őslénytani ásatások számára, melyek felügyeletére Berlinből Otto Jaekel érkezett Bernissartba. Az első fosszilis rétegek feltárása idején azonban a szövetségesek visszafoglalták a települést, így a munka félbeszakadt. A későbbi próbálkozások a létesítmény megnyitására anyagi problémákba ütköztek, és 1921-ben abba is maradtak, mivel a bánya víz alá került.

### Napjainkig: felfedezések világszerte
A 20. század elején az Iguanodon utáni kutatás intenzitása csökkent a világháborúk és a nagy gazdasági világválság következményeként. 1925-ben egy új faj vált ismertté, ami alapos kutatások és taxonómiai viták tárgya lett. A Wight-szigeten levő Atherfield Pointnál előkerült példánynak Reginald W. Hooley az I. atherfieldensis nevet adta. Az idő múlásával azonban, a korábban európainak hitt nem példányait a világ számos pontján megtalálták, például Afrikában (fogak Tunéziában és a Szaharában), Mongóliában (I. orientalis) és az Egyesült Államok Utah államában (I. ottingeri). A Dél-Dakota államban talált I. lakotaensis, a későbbiekben átkerült az új Dakotadon nembe.
Az 1969-ben megkezdődött dinoszaurusz reneszánsz ugyan a Deinonychus leírásához kötődik, ám az Iguanodon sem maradt ki belőle sokáig. David B. Weishampel az ornithopodák állcsontjának működéséről írt műve segítséget nyújt az Iguanodonok táplálkozási módjának megismerésében, David B. Norman több nézőpontból történő vizsgálatainak köszönhetően pedig a nem bekerült a legjobban ismert dinoszauruszok közé. Emellett számos Iguanodon csontváz került elő a németországi Észak-Rajna–Vesztfáliában levő Nehdenből, melyek bizonyítékkal szolgálnak arra, hogy ezek az állatok csordában éltek, egy területre korlátozódva, amit a jelek szerint egy árhullám borított el, végezve az ott élő populációval. Legalább 15 darab, 2–8 méter hosszú egyedet találtak, habár némelyiküket a könnyebb testfelépítésük miatt először I. atherfieldensis néven írták le, később azonban a Mantellisaurus vagy a Dollodon nemhez sorolták be őket.
Az Iguanodon maradványait a dinoszauruszok DNS-e és egyéb biomolekulái utáni kutatásban is felhasználták. A Graham Embery és társai által vizsgált Iguanodon csontokban proteinmaradványok után kutattak, és az egyik bordában olyan szokványos csont proteineket találtak, mint a foszfoprotein és a proteoglikán.

## Fajok

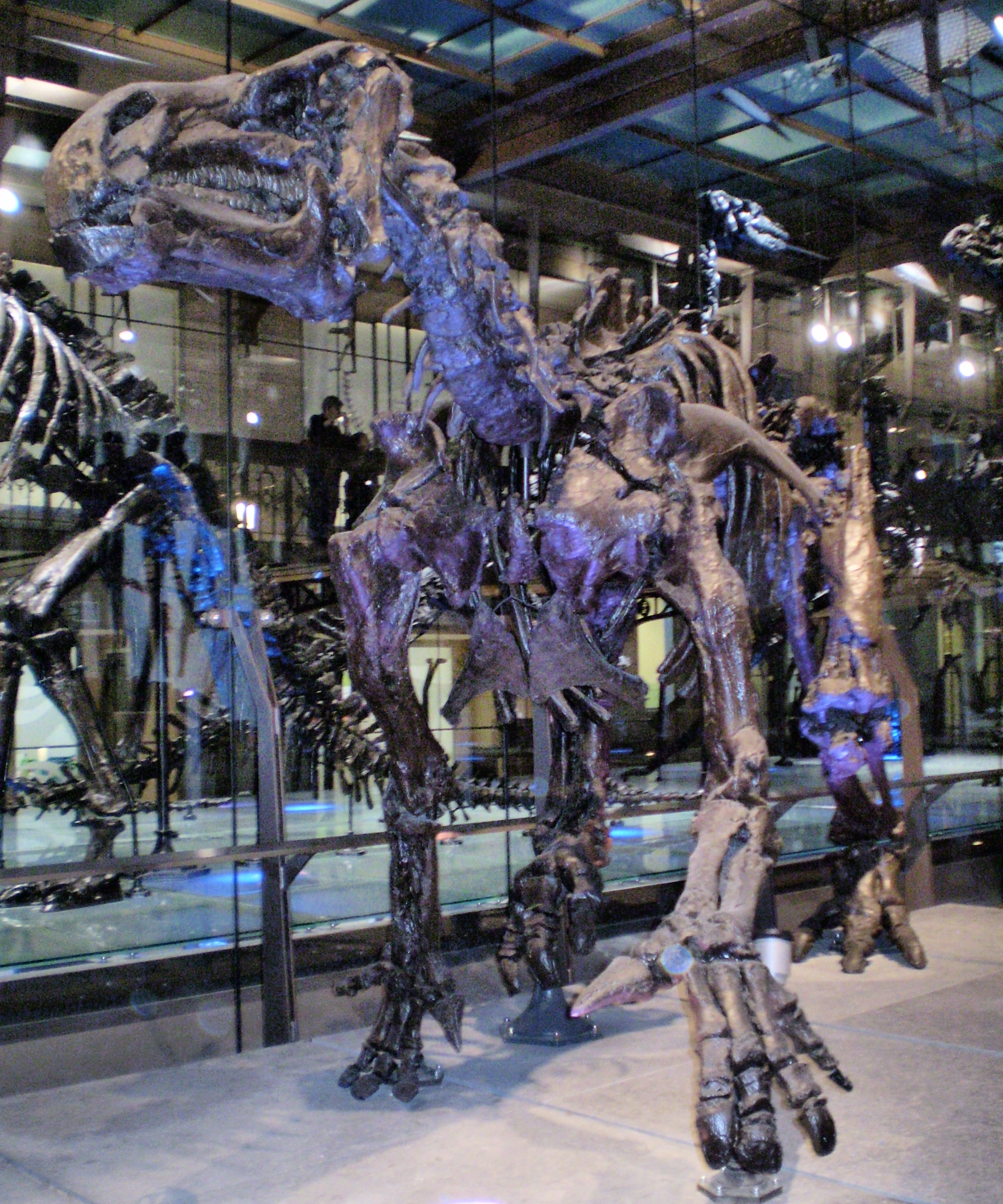
Az Iguanodon bernissartensis a helyesnek ítélt négy lábon járó testhelyzetben, a brüsszeli Belga Királyi Természettudományi Intézetben (Institut Royal des Sciences naturelles de Belgique)

Mivel az Iguanodon az egyik legelsőként elnevezett dinoszaurusznem, számos fajnév kapcsolódik hozzá. A szemétkosár-taxon megjelenése előtt ugyanis sok korai nemet használtak átmeneti célra (például a Megalosaurust vagy a Pelorosaurust). Az Iguanodon története bonyolult, és taxonómiája folyamatos átdolgozásokon megy keresztül. A legjobban ismert faj maradványai Belgium, Anglia, Németország, Spanyolország és Franciaország területéről kerültek elő. Feltehetően ehhez a nemhez tartozó leletekre bukkantak Tunéziában és Mongóliában, ezen kívül pedig egy másik faj maradványait is megtalálták az Egyesült Államok Utah államában. Gregory Paul javaslata alapján az I. bernissartensis használatát ajánlott a bernissarti leletekre korlátozni, az Európa más részein levő barremi korszakhoz tartozó rétegekből előkerült robusztus egyedeket pedig I. sp. néven (meghatározatlan fajként) nyilvántartani. Ekképpen egy alapos ellenőrzés után úgy tűnhet, hogy a korábban britnek tekintett dinoszaurusz Angliából csak kevés maradvány alapján ismert.
Az I. anglicus volt az eredeti típusfaj, de a holotípus egyetlen fogon alapul, és a faj azóta is csupán töredékek által ismert. 2000 márciusában, a Nemzetközi Zoológiai Nomenklatúra Bizottság (ICZN) lecserélte a típusfajt a jobban ismert I. bernissartensisre. Az eredeti Iguanodon fogakat Új-Zéland nemzeti múzeumában, a Wellingtonban levő Te Papa Tongarewa gyűjteményében őrzik, ezek azonban nem tekinthetők meg. A fosszíliát Gideon Mantell fia és fosszíliáinak örököse, Walter vitte Új-Zélandra, mikor odaköltözött.

### Jelenleg érvényesnek tekintett fajok
Az Iguanodonhoz társított számos faj közül csak kevés maradt érvényes, és jelenleg csupán egyetlen új kerülhet be közéjük. Az I. bernissartensis, melyről George Albert Boulenger készített leírást 1881-ben, a nem új típusfaja (neotípusa). Ez a faj a legismertebb, a számos bernissarti csontváznak köszönhetően, de a maradványai Európa más részeiről is előkerültek. David Norman szerint a kétséges nevű (nomen dubium) mongóliai I. orientalis is ebbe a fajba tartozik, de más kutatók nem értenek vele egyet.
A Richard Lydekker által az 1800-as évek végén leírt két faj még szintén érvényes, és kevésbé vitatott. Az I. dawsoniról 1889-ben készített leírást két, az angliai Kelet-Sussexben levő Wadhurst Clayben talált hiányos csontváz alapján, melyek a kora kréta kor középéről, a valangini korszakból származnak. Az I. fittoni leírását 1888-ban készítette el. Az I. dawsonihoz hasonlóan erre a fajra is a kelet-sussexi Wadhurst Clayben bukkantak rá. A Spanyolországban talált maradványok is ehhez a fajhoz tartozhatnak. Egy 2004-es írásában Norman azt állította, hogy három hiányos csontvázról van szó, de ez tévedésnek bizonyult. A két faj megkülönböztethető a gerinc és a medence jellemzői, mérete és felépítése alapján. Az I. dawsoni jóval robusztusabb, mint az I. fittoni, nagy Camptosaurusszerű gerincén rövid csigolya nyúlványok vannak, míg az I. fittoni csigolya nyúlványai hosszúak, keskenyek és meredek szögben állnak. Jelenleg e fajok egyike sem tartozik biztosan az Iguanodonhoz.

### Átsorolt fajok

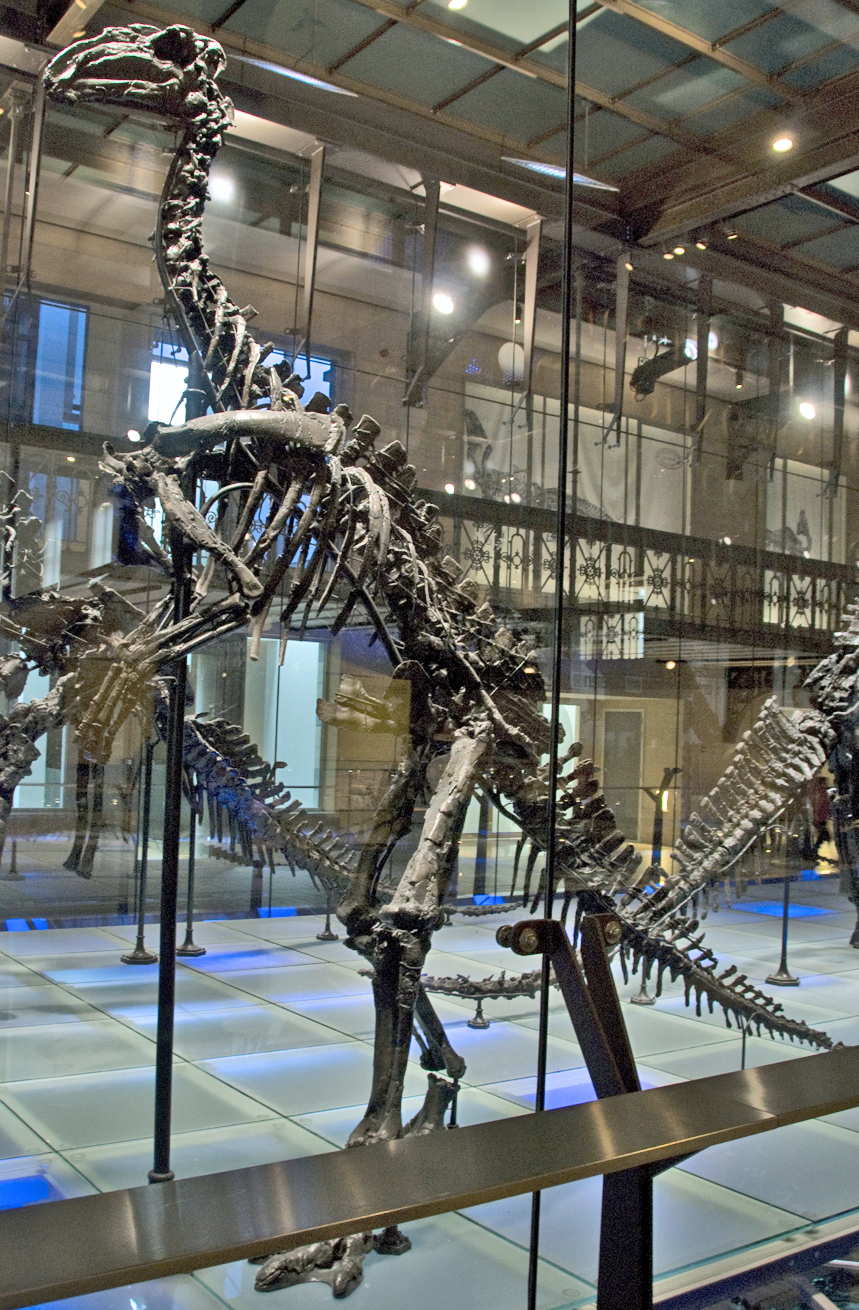
Az IRSNB 1551, Dollodon bampingi holotípusa (korábbi nevén Iguanodon mantelli), a Belga Királyi Természettudományi Intézet (Institut Royal des Sciences naturelles de Belgique) épületében, Brüsszelben

Két Richard Owen által elnevezett Iguanodon fajt időközben más nemhez soroltak be. Az I. hoggi (más néven I. boggii vagy hoggii) a dorseti Purbeck Beds késő jura, illetve kora kréta korhoz tartozó rétegeiből (a tithon, illetve a berriasi korszakból) származik, és Owen 1874-ben egy állkapocs alapján azonosította, majd az Owenodon nemben helyezte el. Az I. major a Wight-szigetről származó gerincmaradvány, melyet Owen 1842-ben a Streptospondylus fajaként írt le nomen dubiumnak számít, amit jelenleg az I. anglicus szinonimájának tekintenek, de az is elképzelhető, hogy külön fajhoz tartozik. Owen két faján kívül még további tizennégy másikat is átsoroltak. Az Iguanodon albinust (vagy Albisaurus scutifert), egy cseh őslénykutató, Antonin Frič írta le 1893-ban, és jelenleg Albisaurus albinusként ismert, mint nem dinoszaurusz hüllő. Az I. atherfieldensis kisebb, kevésbé robusztus és hosszabb csigolya nyúlványokkal rendelkezik, mint az I. bernissartensis. Ezt a Reginald W. Hooley által 1925-ben leírt fajt 2007-ben átnevezték Mantellisaurus atherfieldensisre. Az I. exogyrarum (más néven I. exogirarum vagy I. exogirarus) fajt Frič írta le 1878-ban, és mivel rendkívül hiányos maradványok alapján ismert (nomen dubiumnak számít), George Olshevsky áthelyezte a Ponerosteus nembe. Az I. valdensisnek, melyet John Hulke írt le 1879-ben, mindössze a gerince és a medencéje őrződött meg, amikre a Wight-szigeten, a barremi korszakhoz tartozó rétegekben bukkantak rá. Először a Vectisaurus nevet kapta, de elképzelhető, hogy a Mantellisaurus atherfieldensis fiatal példánya, vagy a Mantellisaurus nem egy meghatározatlan fajához tartozik. Az I. gracilist Lydekker írta le 1888-ban a Sphenospondylus típusfajaként, de Rodney Steel 1969-ben az Iguanodonhoz sorolta át, habár elképzelhető, hogy egy Mantellisaurus atherfieldensis.
Az I. foxii (más néven I. foxi) eredeti leírását Thomas Henry Huxley készítette el 1869-ben, a Hypsilophodon típusfajaként; Owen (1873-ban vagy 1874-ben) átsorolta az Iguanodonhoz, de ezt rövid időn belül tévedésnek ítélték. Az I. hollingtoniensist (más néven I. hollingtonensist) Lydekker írta le 1889-ben, de később az I. fittoni szinonimájává vált, noha részletesen nem indokolták meg, hogy miért. 1874-ben Richard Owen egy másik egyedet azonosított I. hollingtonensisként, egy hadrosauridaszerű állcsont és egy meglehetősen robusztus mellső láb szokatlan kombinációja alapján, ami talán egy még névtelen taxonhoz tartozik. Az I. prestwichii (avagy I. prestwichi), ami John Hulke 1880-as leírása által ismert, a Camptosaurus prestwichii nevet kapta. Hulke két évvel később úgy döntött, hogy az I. seeleyi (más néven I. seelyi), az I. bernissartensis szinonimája, de voltak, akik vitatták ennek helyességét. Az I. suessii, leírását Emanuel Bunzel készítette el 1871-ben, később azonban megállapították, hogy egy Mochlodon suessi.
1989-ben David B. Weishampel és Philip R. Bjork leírást készítettek az I. lakotaensisről, az egyetlen igazán elfogadott észak-amerikai Iguanodon fajról, egy részleges koponya alapján, ami a Dél-Dakota állambeli Lakota-formáció kora kréta korának barremi korszakához tartozó rétegéből került elő. A lelet osztályozása jelenleg vita tárgyát képezi. Egyes kutatók szerint bazálisabb, mint az I. bernissartensis, és inkább a Theiophytalia nemhez tartozik, de David Norman azt javasolta, hogy tekintsék az I. bernissartensis szinonimájának, míg Gregory S. Paul Dakotadon néven új nemet hozott létre a számára.
Az Iguanodon mantelli (más néven I. manteli vagy I. mantellii), leírását Christian Erich Hermann von Meyer készítette el 1832-ben, ugyanazon maradványok alapján, amiket az I. anglicushoz is felhasználtak. Az évek során azonban számos csontvázat soroltak be ehhez a fajhoz, például a maidstone-i és az egyik bernissarti leletet, melyek hovatartozása bizonytalan. A karcsú (gracilis) bernissarti csontváz például, először a Mantellisaurus atherfieldensis példánya lett, majd egy újabb vizsgálat eredményként saját nemet hoztak létre a számára, így a Dollodon bampingi nevet kapta. Az I. orientalis, melyet Anatolij Konsztantyinovics Rozsgyesztvenszkij írt le 1952-ben, hiányos leleten alapult, de a koponya jól megkülönböztethető boltozatos pofarésszel rendelkezik, így 1998-ban átnevezték Altirhinus kurzanovira. Ekkortájt az I. orientalis még nomen dubium volt, és megkülönböztethetetlen az I. bernissartensistől. Harry Seeley 1869-ben I. phillipsi néven írta le, később azonban átsorolták a Priodontognathus nembe.

### Kétséges fajok
Öt Iguanodon faj jelenleg nomina dubia (ez a nomen dubium kifejezés többes számban) vagy nem rendelkezik tudományos leírással. A Friedrich Holl által 1829-ben leírt I. anglicus az Iguanodon eredeti típusfaja, de mivel a fentebb leírtak szerint vitatott volt, ezért lecserélték az I. bernissartensisre. A régi típusfajt, amit I. angelicus (Lessem és Glut, 1993) és I. anglicum (Holl, 1829; Bronn, 1850) néven is feljegyeztek, az angliai Kelet-Sussexben levő Tilgate erdő, kora kréta korának valangini–barremi korszakához tartozó rétegéből származik. Az I. hillii, Edwin Tully Newton által vált ismertté 1892-ben, egy, a késő kréta kor cenomani korszakából származó fog alapján, ami a hertfordshire-i Lower Chalkból került elő. A maradvány egy korai hadrosauridához vagy egy hasonló állathoz tartozik. Az „I. mongolensis” (Whitfield, 1992) egy nomen nudum ('csupasz nevű', avagy 'névtelen'), aminek a maradványai egy könyvben levő fénykép alapján ismertek. A lelet a későbbiekben az Altirhinus nevet kapta.
A Peter Galton és James A. Jensen által 1979-ben leírt I. ottingeri szintén nomen dubium, aminek csak a fogai kerültek elő a Utah állambeli Cedar Mountain-formáció feltehetően apti korszakához tartozó rétegéből. Az I. praecursor (más néven I. precursor), melyet E. Sauvage írt le 1876-ban, néhány fog alapján ismert, melyek egy közelebbről meg nem határozott, a franciaországi Pas-de-Calaisban található területről kerültek elő, a késő jura kor kimmeridge-i korszakából. A fogakat jelenleg sauropoda maradványoknak tartják, és időnként a Neosodon nemhez sorolják be, habár nem egy formációból származnak.
Több más, alig ismert nemű és fajú maradványt is az Iguanodonénak tulajdonítanak, külön fajmeghatározás nélkül, így a besorolásuk bizonytalan, az I. atherfieldensis átnevezése pedig kérdéses. A maradványok között megtalálható a Heterosaurus neocomiensis (Cornuel, 1850), a Hikanodon (Keferstein, 1834), a Therosaurus (Fitzinger, 1840), a „Streptospondylus” recentior (Owen, 1851), a „Cetiosaurus” brachyurus és a „C.” brevis (Owen, 1842; a „C.” brevis egy kiméra – azaz több fajhoz, illetve nemhez tartozó maradványokból állították össze. A nomen nudum „proiguanodonhoz” (van den Broeck, 1900) hasonlóan, amely valószínűleg egy „Streptospondylus” grandis (Owen, 1851) és egy meyeri (Owen, 1854)).

## Ősbiológia

### Táplálkozás

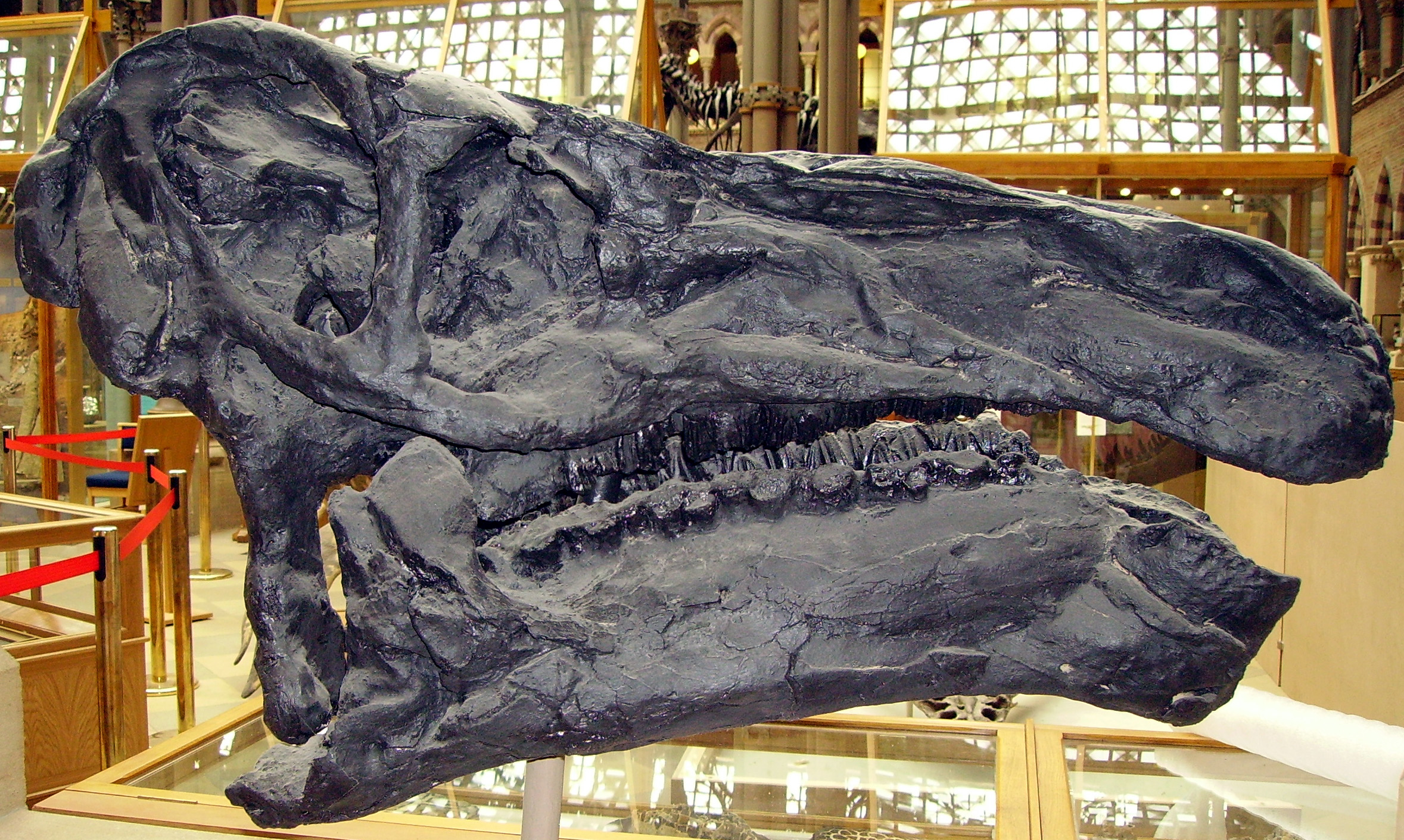
Iguanodon koponya az Oxfordi Egyetem Természetrajzi Múzeumában (Oxford University Museum of Natural History)

Az egyik legelső információ, ami az Iguanodonnal kapcsolatban napvilágra került az volt, hogy egy növényevő hüllő fogaival rendelkezett, a táplálkozási módját illetően azonban nem volt mindig egységes tudományos álláspont. Ahogy Mantell megjegyezte, a maradványok, amiket megvizsgált, nem hasonlítanak egyetlen modern hüllőére sem, különösen a fogatlan, teknő formájú állkapocs porcos összekapcsolódása (symphysise), ami szerinte leginkább a kétujjú lajhár és a kihalt szárazföldi óriáslajhár, a Mylodon hasonló testrészére emlékeztetett. Azt is felvetette, hogy az Iguanodonnak a ma élő zsiráfhoz hasonló kapaszkodó nyelve volt, ami az élelemgyűjtésben segítette. A teljesebb maradványok azonban rácáfoltak erre az elképzelésre; például a nyelvcsont nehéz felépítésű volt, amihez olyan izmos nem kapaszkodó nyelv tartozhatott, ami nem tette lehetővé az étel szájban való mozgatását. A zsiráfszerű nyelv ötletét tévesen Dollo-nak tulajdonítják, egy törött állkapocs miatt.
Az Iguanodon fogai, mint ahogy a neve is jelzi, a leguánokéra hasonlítanak, de azoknál nagyobb méretűek. Az oszlopokban elhelyezkedő cserélődő fogakkal rendelkező hadrosauridákkal ellentétben az Iguanodonnak egy időben csak egy cserélődő foga volt, minden pozícióban. A felső állcsont (maxilla) mindkét oldalon 29 fogat tartalmazott, az elején (premaxilla) pedig nem volt egy foga sem. Az állkapocsban, csak 25–25 fog fért el, ugyanis az alsó fogak szélesebbek voltak. Mivel a fogsorok az állcsontok szélétől a többi madármedencéjűéhez képest beljebb helyezkedtek el, feltételezhető, hogy az Iguanodonok pofaszerű struktúrával rendelkeztek, amihez tartozhatott izomzat is, ami segíthetett a szájban tartani a táplálékot.

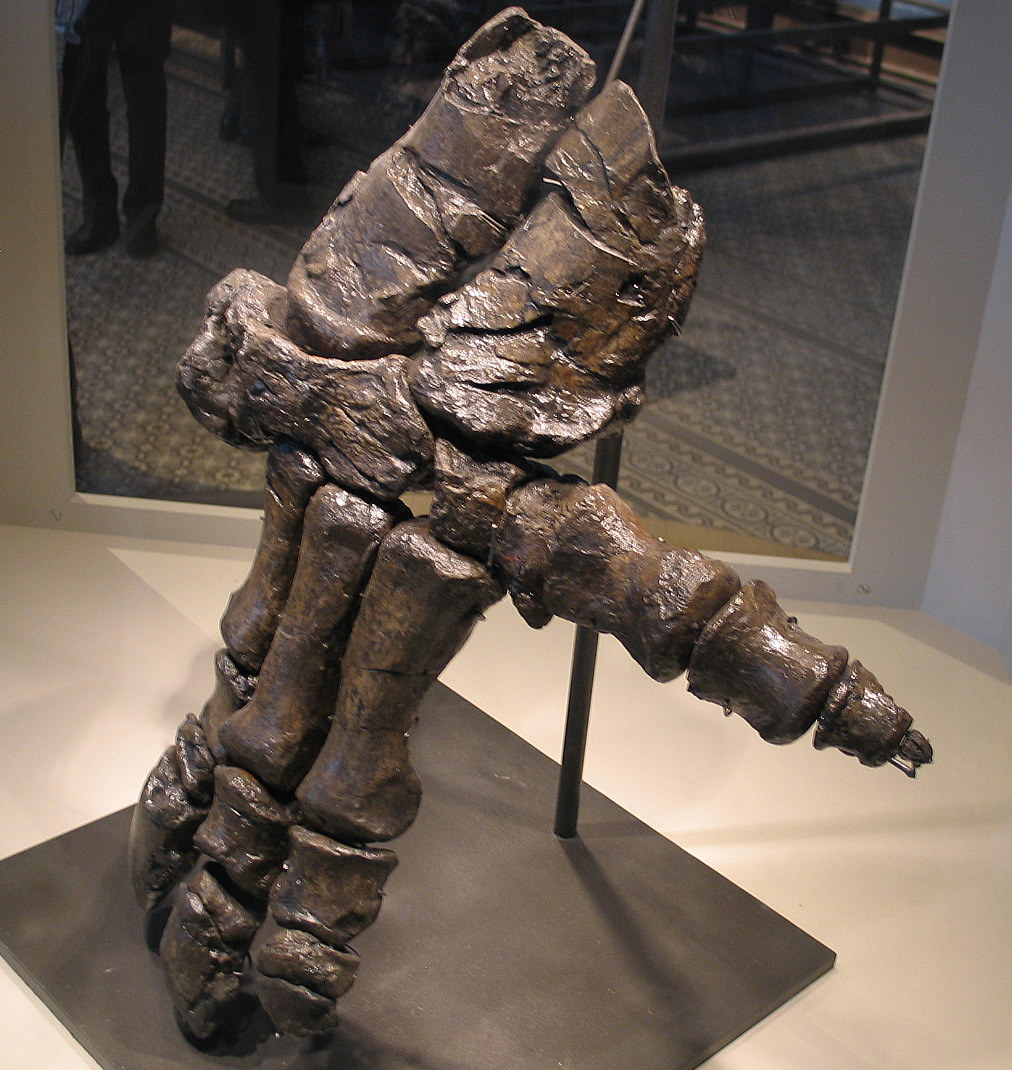
Az egyik Brüsszelben látható Iguanodon-kéz; a meghosszabbodott, fogásra is alkalmas ötödik ujjal

A koponya úgy volt felépítve, hogy amikor bezárult, a felső állcsont fogakat tartó csontjai eltávolodtak. Ez valószínűleg azzal a következménnyel járt, hogy a felső állcsont fogainak alsó felülete nekidörzsölődött az állkapocsban levő fogak felső felületének, megőrölve bármit, ami közéjük került, egy olyan rágómozgást eredményezve, ami nagyjából hasonlít az emlősökére. Mivel a fogak folyamatosan cserélődtek, az állat egész életében használhatta ezt a módszert, és képes lehetett a kemény növényi anyagok elfogyasztására. Továbbá az állat állcsontjainak elülső vége fogatlan volt, de felül és alul csontos csomókból álló szegéllyel volt megerősítve, amit egy keratinszerű anyag borított be és hosszabbított meg, egy gallyak és hajtások levágására alkalmas csőrszerű vágórészt formálva. Az élelemgyűjtést a rugalmas kisujj is segíthette, amely a többi ujjtól eltérően tárgyak manipulálására is alkalmas lehetett.
Pontosan nem lehet tudni, hogy mit evett az Iguanodon a jól fejlett állcsontjaival, de a nagyobb termetű fajokhoz, például az I. bernissartensishez tartozó egyedek mérete lehetővé tette, hogy az állat a talajtól a fák lombkoronájának szintjéig, 4–5 méteres magasságig lelegelje a növényzetet. David Norman szerint a táplálékuk zsurlókból, cikászokból és tűlevelűekből állt, azonban az iguanodontiák kötődtek a kréta időszak során elterjedtté vált zárvatermőkhöz is, ami kihatással volt a dinoszauruszok felszín közeli legelési szokására. Ezen elmélet szerint a zárvatermők terjedése összefüggésben állhatott az iguanodontiák táplálkozásával, mivel a nyitvatermők eltűnése több teret engedett a dudvaszerű korai zárvatermők növekedésének. Erre azonban nincs meggyőző bizonyíték. Akármi is volt a pontos étrendje, a bőséges élelem hatására az Iguanodon közepesről nagyméretűre növekedve az ökoszisztémája domináns növényevőjévé vált. Angliában a kisméretű Aristosuchus, és az olyan nagyobb méretű ragadozók, mint az Eotyrannus, a Baryonyx és a Neovenator, a legelésző Hypsilophodonra és Valdosaurusra, az iguanodontiák közé tartozó Mantellisaurusra, a Polacanthushoz hasonló páncélos dinoszauruszokra és a Pelorosaurushoz hasonló sauropodákra vadásztak.

### Testtartás és mozgás

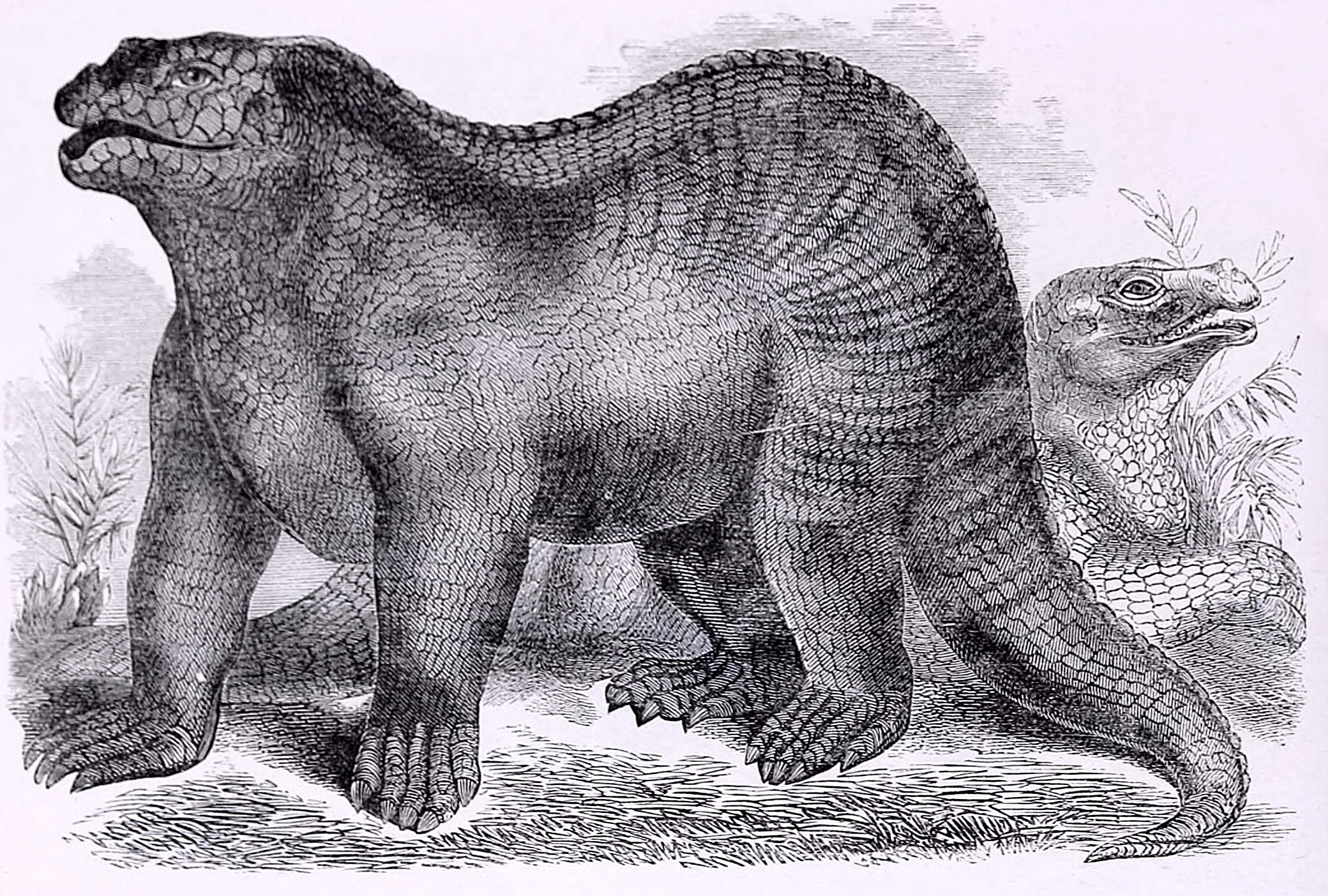
Samuel Griswold Goodrich rekonstrukciója Az Illustrated Natural History of the Animal Kingdom (Az állatok országának illusztrált természetrajza) című könyvből

A korai fosszíliák töredékesek voltak, emiatt több feltevés is született az Iguanodon testhelyzetét és természetét illetően. Kezdetben négylábú tülkös orrú fenevadnak hitték, viszont ahogy egyre több csontot találtak, Mantell felfedezte, hogy a mellső lábak sokkal kisebbek a hátsóknál. Riválisa, Owen azon a véleményen volt, hogy zömök, oszlopszerű lábakkal rendelkező lény lehetett. Az első életnagyságú rekonstrukciók ellenőrzésének feladatára eredetileg Mantellt kérték fel, de ő a rossz egészségi állapotára hivatkozva visszautasította a feladatot, így Owen elképzelése alapján formálták meg a Crystal Palace szobrait. Két lábon járó természetét a bernissarti csontvázak felfedezése tárta fel. Ennek ellenére felegyenesedett helyzetben ábrázolták, a földön húzott farokkal, ami harmadik lábként támasztotta a testet.

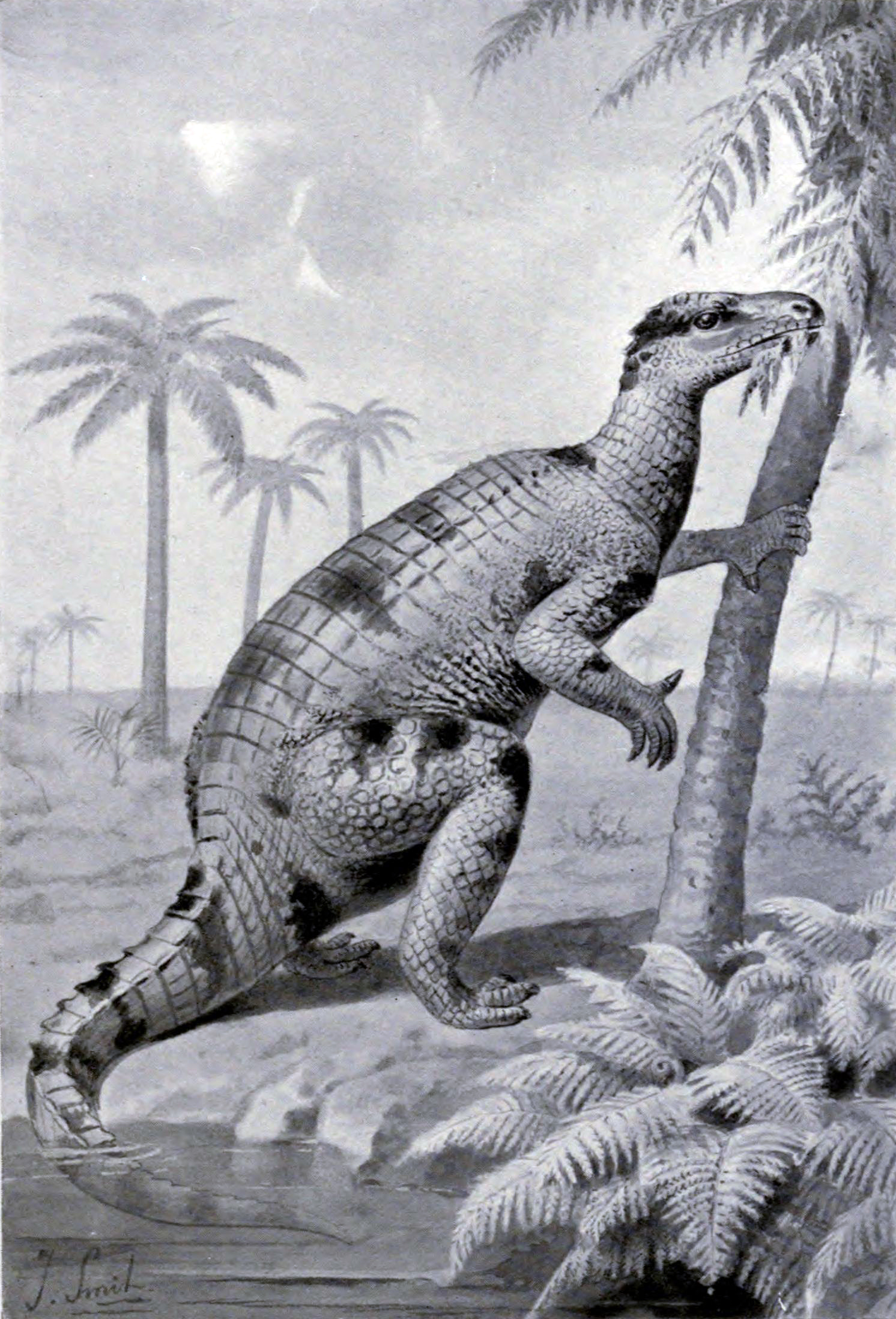
Egy 19. századi festmény, amin az Iguanodon a (kenguruszerű) „háromlábú” testhelyzetben áll

David Norman, mialatt újra átvizsgálta az Iguanodont, megállapította hogy ez a testhelyzet valószínűtlen a hosszú farkat merevítő elcsontosodott inak miatt. A „háromlábú” pozíció eléréséhez ugyanis el kellett volna törni a farkat. A horizontális testhelyzet a karok és a mellkas felépítését több szempontból is érhetőbbé teszi. Például a kéz aránylag nehezen mozgatható volt; a pataszerű ujjpercekből álló három középső ujj együtt mozgott és túlfeszíthető volt, miáltal terhelhetővé vált. A csukló szintén elég merev volt, a karok és a vállak csontjai pedig robusztusak. Ezek a jellemzők azt sugallják, hogy az állat négy lábon töltötte az idejét.
Ráadásul úgy tűnik, hogy az Iguanodon minél idősebbé és nehezebbé vált, annál több időt töltött négy lábon; az I. bernissartensis fiatal egyedeinek mellső lába rövidebb volt, mint a felnőtteké (a hátsó láb 60%-a a 70%-kal szemben). Mikor négy lábon járt, az állat tenyerei egymás felé fordulhattak, ahogyan az az egyes nemek mellső lábainak anatómiai vizsgálataiból illetve fosszilizálódott lábnyomaiból is látható. Az Iguanodon háromujjú lábfeje aránylag hosszú volt, és járás közben mind a hátsó, mind pedig a mellső lábakat ujjonjáró (digitigrad) módon használta (a kezén és a lábán levő ujjakon járt). Az állat maximális sebességét 24 km/h-ra becsülik, amit két lábon járva érhetett el; négy lábon járva nem volt képes a lovakhoz hasonlóan galoppozni.

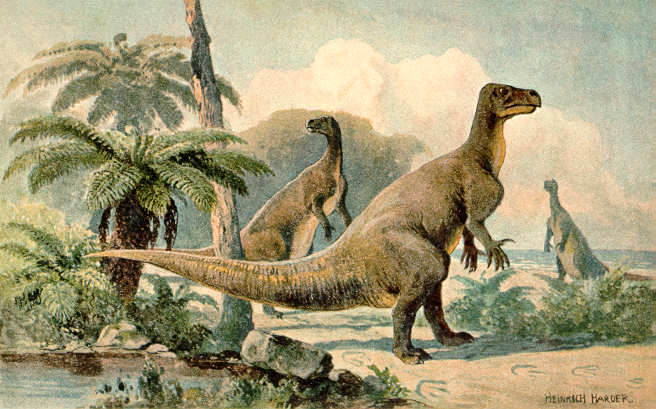
Heinrich Harder 1916 körül készült festménye

Anglia kora kréta kori szikláiban, főként Wealden és a Wight-sziget területén megtalálták az Iguanodon lábnyomait, melyeket eredetileg nehezen tudtak értelmezni. Egyes szerzők rövid időn belül a dinoszauruszokhoz kapcsolták ezeket a leleteket. 1846-ban E. Tagert már az Iguanodon ichnotaxonjainak nevezte őket, Samuel Beckles pedig 1854-ben megállapította, hogy a madarak lábnyomaira hasonlítanak, de valószínűleg dinoszauruszoktól származnak. Egy 1857-ben felfedezett fiatal egyed hátsó lába, és a rajta levő egyedi háromujjú lábfej alapján a nyomok létrehozóinak azonosságát nagyrészt sikerült tisztázni. A közvetlen bizonyíték hiánya ellenére ezeket a nyomokat gyakran társítják az Iguanodonhoz. Egy Angliában talált megkövült vadcsapás alapján úgy tűnik, hogy az állat négy lábon mozgott, de a lenyomatok rossz minőségűek, így megnehezítik, hogy közvetlenül kapcsolatba hozzák őket az Iguanodonnal. Az Iguanodon ichnotaxonjának tulajdonított nyomok több olyan európai lelőhelyről, például a norvégiai Spitzbergákról is előkerültek, ahol az állat testfosszíliáit is megtalálták.

### Hüvelykujj-tüske

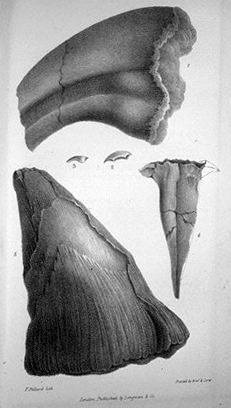
Az eredeti hüvelykujj-tüske, egy 1825-ben készült ábrán

A hüvelykujj-tüske az Iguanodon egyik legjobban ismert jellegzetessége. Habár Mantell eredetileg az állat orrára helyezte a tüskét, a teljes bernissarti példányok Dollo számára felismerhetővé tették, hogy módosult hüvelykujjként a mellső végtaghoz tartozik. (Nem ez volt az utolsó alkalom, amikor egy módosult hüvelykujj karmot tévesen értelmeztek; a Noasaurus, a Baryonyx és a Megaraptor megnagyobbodott hüvelykujj karmát az 1980-as években a dromaeosauridákra jellemző lábkaromnak gondolták.)
A hüvelykujjat általában a ragadozókkal szembeni védekezésre szolgáló rövid tőrre emlékeztető fegyvernek tartják, amely magok és gyümölcsök feltörésére vagy más Iguanodonokkal való harcra is alkalmas lehetett. Egy kutató szerint a tüskéhez egy méregmirigy tartozott, de ezt mások elutasították, mivel a tüske nem volt üreges, és nem volt rajta méreg elvezetésére alkalmas vájat sem.

### Társas viselkedés
Habár korábban csak egy egyszerű katasztrófa eredményeként értelmezték a bernissarti leleteket, egy újabb feltételezés alapján több esemény következményének tekinthetők. Ezen elmélet szerint az állatok pusztulásának legalább háromféle oka volt, és bár számos egyed geológiailag rövid időszakon (10–100 éven) belül hullott el, ez nem feltétlenül jelenti azt, hogy ezek az Iguanodonok csordában éltek. Az egyik érv a csordaelmélettel szemben az, hogy nagyon kevés fiatal állat maradványát találták meg a lelőhelyen, ellentétben azzal, ami a napjainkban előforduló csordapusztulásoknál megfigyelhető. Valószínűbb hogy ezek a példányok az időszakonként ismétlődő áradások áldozataivá váltak, a tetemeik pedig egy tóban vagy egy mocsaras területen gyűltek össze. A nehdeni lelet egyedei közt azonban nagyobb a korkülönbség, továbbá a fosszíliák között az Iguanodon bernissartensis mellett Dollodon vagy Mantellisaurus maradványokat is találtak, melyek geográfiailag elszigetelődtek, így elképzelhető, hogy folyami átkelés során elpusztult csordatagok lehettek.
Más, igazoltan csordában élő dinoszauruszokkal (különösen a hadrosauridákkal és a ceratopsiákkal) ellentétben, nincs bizonyíték az Iguanodon nemi kétalakúságára, vagyis arra, hogy az egyik nem észrevehetően eltér a másiktól. Egyszer felvetődött, hogy a bernissarti I. „mantelli” vagy I. atherfieldensis (Dollodon és Mantellisaurus) egy nemhez tartoznak, feltehetően nőstények, mivel a nagyobb és robusztusabb egyedek valószínűleg I. bernissartensis hímek. Ezt az elméletet azonban manapság nem támogatják.

## Popkulturális hatás

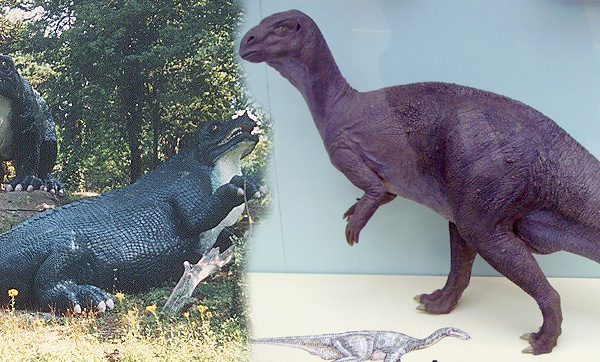
Benjamin Waterhouse Hawkins Iguanodon szobrai, melyek a londoni Crystal Palace-ben tekinthetők meg és az Iguanodon modern modellje az Oxfordi Egyetem Természetrajzi Múzeumában

Mivel az Iguanodon egyike a legelsőként leírt dinoszaurusznemeknek, és a legjobban ismert dinoszauruszok közé tartozik, jól használható a tudósok és a nagyközönség dinoszauruszok iránti érdeklődésének felmérésére. Az 1825-ben készült leírása óta világszerte a populáris kultúra részévé vált.

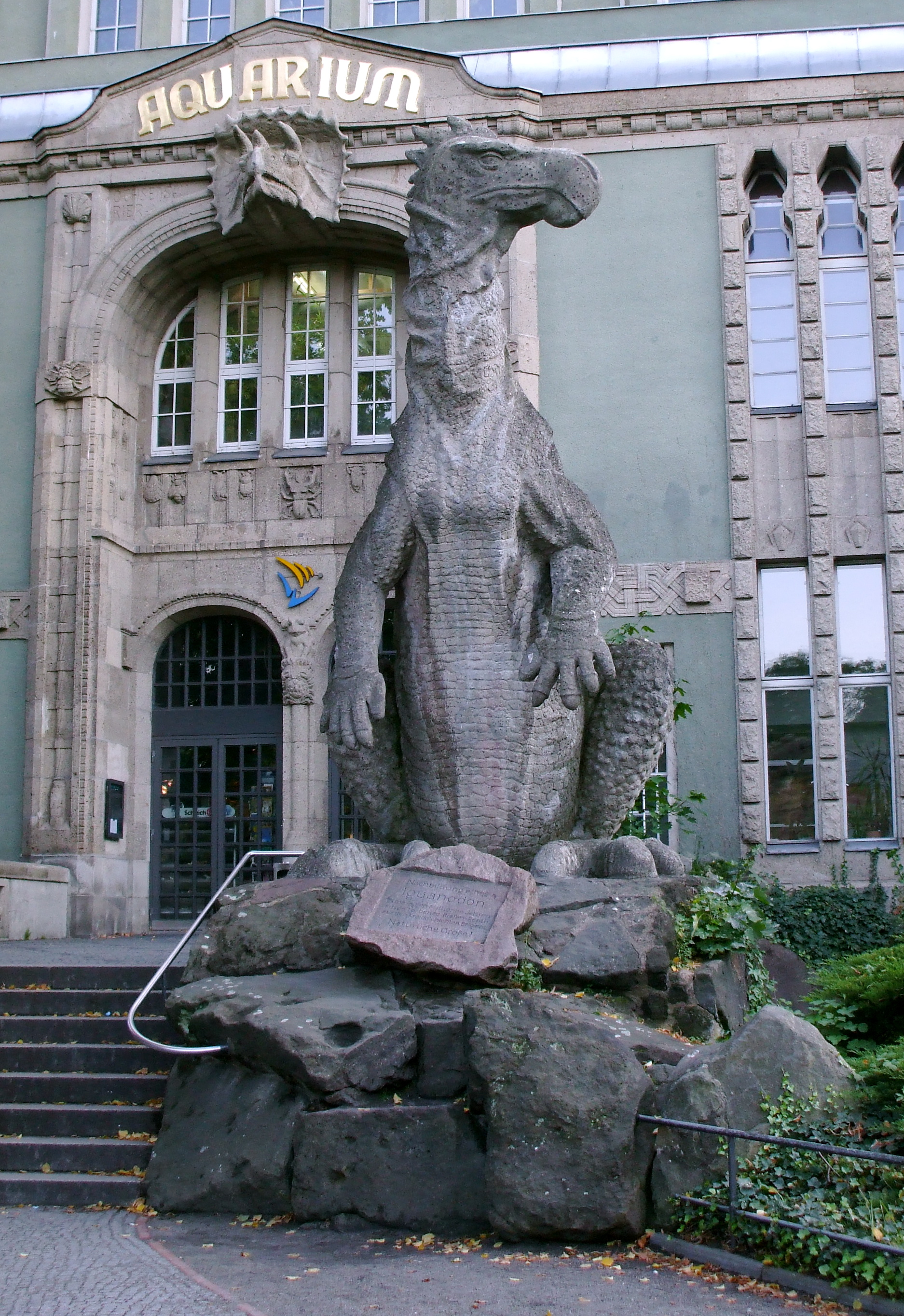
Iguanodon szobor a Berlini Állatkert (Zoologischer Garten Berlin) akváriumának bejáratánál

A rekonstrukciói három fejlődési fázison mentek keresztül:
- A viktoriánus korban a hüvelykujj-tüskéiket tévesen szarvaknak hitték, és elefántszerű négy lábon járó állatoknak képzelték őket. Az 1852-ben a londoni Crystal Palace-ben felállított két életnagyságú szobor volt az első kísérlet egy életnagyságú dinoszaurusz modellezésére, és bár hibás elgondoláson alapult, nagyban hozzájárult az Iguanodon népszerűségéhez.[85]
- A 20. században uralkodóvá vált elképzelés szerint két lábon járó, de még alapvetően hüllőszerű állatokként jelentek meg, melyek a farkukkal támasztották meg magukat.
- Végül, az 1960-as években[86] a dinoszauruszkutatásban bekövetkezett változások kapcsán napvilágot láttak a jelenleg elfogadott reprezentációk, amik gyorsabb, dinamikusabb állatokként jelenítik meg az Iguanodont, amely képes négy lábról két lábra állni.

Az Iguanodon az irodalomban Arthur Conan Doyle 1912-es Az elveszett világ (The Lost World) című művében bukkant fel legelőször. Robert T. Bakker Raptor Red című (1995-ös) tudományos elképzeléseken alapuló regényében tűnt fel ismét, a Utahraptor zsákmányállataként.
Számos filmben is megjelent. A Dínó című Disney-film főszereplője egy Aladar nevű Iguanodon, akinek három társa szintén fontos szerepet tölt be. A hasonló című Dinosaur (Disney's Animal Kingdom) egy Iguanodon jelenkorba való időutazásáról szól. A Tyrannosaurus és a Stegosaurus mellett az Iguanodon volt a harmadik dinoszaurusznem, ami alapján a Godzilla című film szörnyét megalkották. Látható az Őslények országa (The Land Before Time) rajzfilmsorozat több részében is. A mozivásznon való megjelenések mellett, az Iguanodon többször is látható a BBC 1999-ben készült Dinoszauruszok, a Föld urai (Walking with Dinosaurs) című hatrészes dokumentumfilm-sorozatának negyedik részében, de az egyik különkiadásában (Az óriások földje – Land of Giants) is szerepel egy Iguanodon-szerű ornithopoda. Emellett felbukkan a Discovery Channel Dinoszauruszok bolygója című sorozatának egyik részében is.
A Naprendszer fő kisbolygóövében keringő, 1989 CB3 jelű kisbolygót a nem tiszteletére nevezték át 9941 Iguanodonra.

## Fordítás
- Ez a szócikk részben vagy egészben a Iguanodon című angol Wikipédia-szócikk ezen változatának fordításán alapul.  Az eredeti cikk szerkesztőit annak laptörténete sorolja fel. Ez a jelzés csupán a megfogalmazás eredetét és a szerzői jogokat jelzi, nem szolgál a cikkben szereplő információk forrásmegjelöléseként.